# Rhône-Alpes
Rhône-Alpes var en fransk region indtil 1. januar 2016, hvor den blev slået sammen med Auvergne for at danne den nye region Auvergne-Rhône-Alpes. Den ligger i det sydøstlige Frankrig. Regionen har sit navn efter floden Rhône og bjergkæden Alperne. Hovedstaden Lyon med omliggende forstæder er det næststørste storbyområde i Frankrig efter Paris. 

## Geografi
Rhône-Alpes ligger i det østlige i Frankrig. Det østlige område af regionen indeholder den vestligste del af Alperne og grænser mod Schweiz og Italien. Regionens højeste punkt var Mont Blanc på den fransk-italienske grænse. Den centrale del af regionen bestod af Rhône- og Saône-flodernes dale. Disse to floder flyder sammen i Lyon. I den vestlige del af regionen begynder bjergområdet Centralmassivet. Regionen havde eller grænser til store indsøer. Floden Ardèche løber gennem den sydvestlige del af regionen, hvor den har udskåret en dyb kløft. Rhône-Alpes var arealmæssigt den næststørste region i fastlands-Frankrig, og nummer tre i Frankrig hvis man tog den oversøiske region Fransk Guyana med.
Som resten af Frankrig var fransk det eneste officielle sprog i regionen. Frem til midten af det 20. århundrede blev frankoprovençalsk meget brugt i hele regionen, mens mange af indbyggerne i syd taler varianter af oksitansk; begge er ved at forsvinde. Der er blandt andet immigrantgrupper fra Armenien, Italien, Nordafrika, Polen og Portugal.
Rhône-Alpes bestod af departementene:
- Ain (01). Hovedstad: Bourg-en-Bresse
- Ardèche (07). Hovedstad: Privas
- Drôme (26). Hovedstad: Valence
- Isère (38). Hovedstad: Grenoble
- Loire (42). Hovedstad: Saint-Étienne
- Rhône (69). Hovedstad: Lyon
- Savoie (73). Hovedstad: Chambéry
- Haute-Savoie (74). Hovedstad: Annecy

## Økonomi
Økonomisk dominerer industri, landbrug med dyrkning af vin, samt turisme knyttet til historiske byer og vintersportsteder.
- Lyon
- Saint-Gervais-les-Bains
- Fra Grenoble
- Et TGV-tog krydser Ain